# Жайылма (Кызылординская область)
Жайылма (каз. Жайылма) — село в Жанакорганском районе Кызылординской области Казахстана. Административный центр и единственный населённый пункт Жайылминского сельского округа. Код КАТО — 434041100.

## Население
В 1999 году население села составляло 1145 человек (587 мужчин и 558 женщин). По данным переписи 2009 года, в селе проживали 1242 человека (650 мужчин и 592 женщины).